# David Kirschner
David M. Kirschner (Los Angeles, 29 maggio 1955) è un produttore cinematografico e sceneggiatore statunitense.

## Biografia
David Kirschner nasce nella zona suburbana di Los Angeles (California).
Inizia a lavorare come disegnatore e progettista di cover, notabili le copertine da lui disegnate per "Neil Diamond's The Jazz Singer".
A 23 anni inizia a scrivere alcune bozze su un ciclo di libri per bambini, Rose Petal Place. Dopo un breve periodo di scrittura, Kirschner si occupa anche delle illustrazioni e da suggerimenti circa la pubblicazione.
Negli anni antecedenti alla carriera da produttore, Kirschner lavora come disegnatore e artista concettuale per il programma d'infanzia Sesamo apriti (Sesame Street) e per la linea di giocattoli Muppets.
Il successo arriva nel 1986, quando scrive e produce Fievel va in America, un film d'animazione molto acclamato e dal cui successo verranno prodotte una serie televisiva, in cui appare Kirschner tra i produttori, e due sequel direct-to-video.
Mostrando sempre il suo interesse per l'animazione, per alcuni anni lavora alla Hanna-Barbera Productions, partecipando al finanziamento di cartoni e serie d'animazione come I pirati dell'acqua nera e Mostri o non mostri... tutti a scuola.
Nel 1988 viene contattato da Don Mancini per aiutarlo a finanziare un film horror di piccola produzione, La bambola assassina. Al contrario di ogni aspettativa, il film si rivela un successo critico e commerciale incassando 44.196.684$ in tutto il mondo e il cui antagonista, Chucky, dà vita a una lunga e proficua saga.
Con l'aumentare delle chiamate volentelo come produttore, viene fondata la David Kirschner Productions, uno studio cinematografico indipendente che si occupa di finanziare i film cui partecipa l'omonimo fondatore.

## Filmografia

### Produttore

#### Cinema
- Fievel sbarca in America (An American Tail), regia di Don Bluth (1986)
- La bambola assassina (Child's Play), regia di Tom Holland (1988)
- La bambola assassina 2 (Child's Play 2), regia di John Lafia (1990)
- La bambola assassina 3 (Child's Play 3), regia di Jack Bender (1991)
- Fievel conquista il West (An American Tail: Fievel Goes West), regia di Phil Nibbelink e Simon Wells (1991)
- C'era una volta nella foresta (Once Upon a Forest), regia di Charles Grosvenor (1993)
- Hocus Pocus, regia di Kenny Ortega (1993)
- I Flintstones (The Flintstones), regia di Brian Levant (1994)
- Pagemaster - L'avventura meravigliosa (The Pagemaster), regia di Pixote Hunt e Joe Johnston (1994)
- Cats Don't Dance, regia di Mark Dindal (1997)
- La sposa di Chucky (Bride of Chucky), regia di Ronny Yu (1998)
- Titan A.E., regia di Don Bluth e Gary Goldman (2000)
- Frailty - Nessuno è al sicuro (Frailty), regia di Bill Paxton (2001)
- Secondhand Lions, regia di Tim McCanlies (2003)
- Il figlio di Chucky (Seed of Chucky), regia di Don Mancini (2004)
- Thru the Moebius Strip, regia di Glenn Chaika (2005)
- Curioso come George (Curious George), regia di Matthew O'Callaghan (2006)
- Miss Potter, regia di Chris Noonan (2006)
- Martian Child - Un bambino da amare (Martian Child), regia di Menno Meyjes (2007)
- Curioso come George 2 - Missione Kayla (Curious George 2: Follow That Monkey!), regia di Norton Virgien (2009)
- La maledizione di Chucky (Curse of Chucky), regia di Don Mancini (2013)
- Kristy, regia di Olly Blackburn (2014)
- Curioso come George 3 - Ritorno nella giungla (Curious George 3: Back to the Jungle), regia di Phil Weinstein (2015)
- Il culto di Chucky (Cult of Chucky), regia di Don Mancini (2017)
- Ren and Stimpy: It's Our House Now!, regia di Jessica Borutski - cortometraggio (2020)
- Hocus Pocus 2, regia di Anne Fletcher (2022)

#### Televisione
- Rose Petal Place, regia di Charles A. Nichols – film TV (1984)
- Poochinski regia di Will Mackenzie – cortometraggio TV (1990)
- Il sognatore di Oz (The Dreamer of Oz), regia di Jack Bender – film TV(1990)
- The Last Halloween, regia di Savage Steve Holland – cortometraggio TV (1991)
- The Halloween Tree, regia di Mario Piluso – film TV (1993)
- Profezia di un delitto (5ive Days to Midnight) – miniserie TV, 5 episodi (2004)

### Sceneggiatore

#### Cinema
- Fievel sbarca in America (An American Tail), regia di Don Bluth (1986)
- Fievel conquista il West (An American Tail: Fievel Goes West), regia di Phil Nibbelink e Simon Wells (1991)
- Hocus Pocus, regia di Kenny Ortega (1993)
- Pagemaster - L'avventura meravigliosa (The Pagemaster), regia di Pixote Hunt e Joe Johnston (1994)

#### Televisione
- Rose Petal Place: Real Friends, regia di Charles A. Nichols – film TV (1985)
- Il sognatore di Oz (The Dreamer of Oz), regia di Jack Bender – film TV(1990)